# Fiodor Łukojanow
Fiodor Nikołajewicz Łukojanow (ros. Фёдор Николаевич Лукоянов, ur. 1894 w guberni permskiej, zm. 1947) – rosyjski komunista, rewolucjonista.
Od 1912 studiował na Wydziale Prawnym Uniwersytetu Moskiewskiego, w 1913 wstąpił do SDPRR(b), od listopada 1917 był redaktorem gazety "Proletarskoje znamia", a od marca do lipca 1918 przewodniczącym permskiej gubernialnej Czeki. W czasie gdy zajmował to stanowisko, w Permie został zamordowany wielki książę Michał, brat cara Mikołaja II wraz z rodziną; Łukojanow był jednym z głównych odpowiedzialnych za tę zbrodnię. Od lipca 1918 do 1919 był przewodniczącym uralskiej gubernialnej Czeki, 1919 pracował w redakcji gazety Izwiestija w Wiatce, od 1919 pracownik permskiego gubernialnego komitetu RKP(b), później redaktor gazety "Zwiezda" w Permie. 1932-1934 pracownik Ludowego Komisariatu Zaopatrzenia, 1934-1937 ponownie w redakcji gazety "Izwiestija", od 1937 w Ludowym Komisariacie Zapasów ZSRR.